# Amorphophallus eburneus
Amorphophallus eburneus är en kallaväxtart som beskrevs av Josef Bogner. Amorphophallus eburneus ingår i släktet Amorphophallus och familjen kallaväxter. Inga underarter finns listade.